# David Douglas-Home
David Alexander Cospatrick Douglas-Home KT, CVO, CBE (ur. 20 listopada 1943, zm. 22 sierpnia 2022), najmłodsze dziecko i jedyny syn Alexandra Douglas-Home’a, 14. hrabiego Home, premiera Wielkiej Brytanii w latach 1963-64, i Elizabeth Hester Alington, córki Cyrila Alingtona.
Wykształcenie odebrał w Eton College i na Uniwersytecie Oksfordzkim. Po śmierci ojca w 1995 r. przyjął tytuł 15. hrabiego Home, dzięki czemu zyskał prawo do zasiadania w Izbie Lordów. Po reformie w 1999 r., kiedy to zredukowano liczbę parów zasiadających w Izbie z racji urodzenia, Home zasiadł w Izbie jako „par wybrany” z ramienia Partii Konserwatywnej. Jest również przewodniczącym prywatnego banku Coutts & Co. Został również odznaczony Krzyżem Komandorskim Królewskiego Wiktoriańskiego Orderu i Krzyżem Komandorskim Orderu Imperium Brytyjskiego.
W 1972 r. ożenił się z Jane Margaret Williams-Wynn (ur. 1949), córką pułkownika Johna Francisa Willams-Wynna i ma z nią dwie córki i syna:
- Iona Katherine Douglas-Home (ur. 1980), żona Jamesa Hewitta
- Mary Elizabeth Douglas-Home (ur. 1982)
- Michael David Alexander Douglas-Home (ur. 1987), lord Dunglass

Odznaczony Orderem Ostu, komandoriami Orderu Wiktoriańskiego i Orderu Imperium Brytyjskiego.